# Earth AD
Earth AD war ein deutsches Hardcore- und Metal-Label, das von 1995 bis 2005 Tonträger veröffentlichte. Inhaber war Christian Huber.

## Veröffentlichungen (Auswahl)
- Bonehouse – Symmetry of Decadence (1996)
- Croon –  Just (1996)
- Infinite Horizon – Beyond Infinity (2001)
- Malicious – The Kings of Rock'n'Roll (1998)
- Quo Vadis – Forever...   (1996)
- Rawside – Outlaw (2004)
- Wallcrawler – Scars and Blisters (1995)